# Elfyn Evans
Elfyn Evans (Dolgellau, 24 december 1988) is een Brits rallyrijder afkomstig uit Wales, actief in het wereldkampioenschap rally voor het Toyota Gazoo Racing WRT met de Toyota GR Yaris Rally1 Hybrid. 
Hij is de zoon van voormalig rallyrijder Gwyndaf Evans.

## Carrière

### Vroege carrière

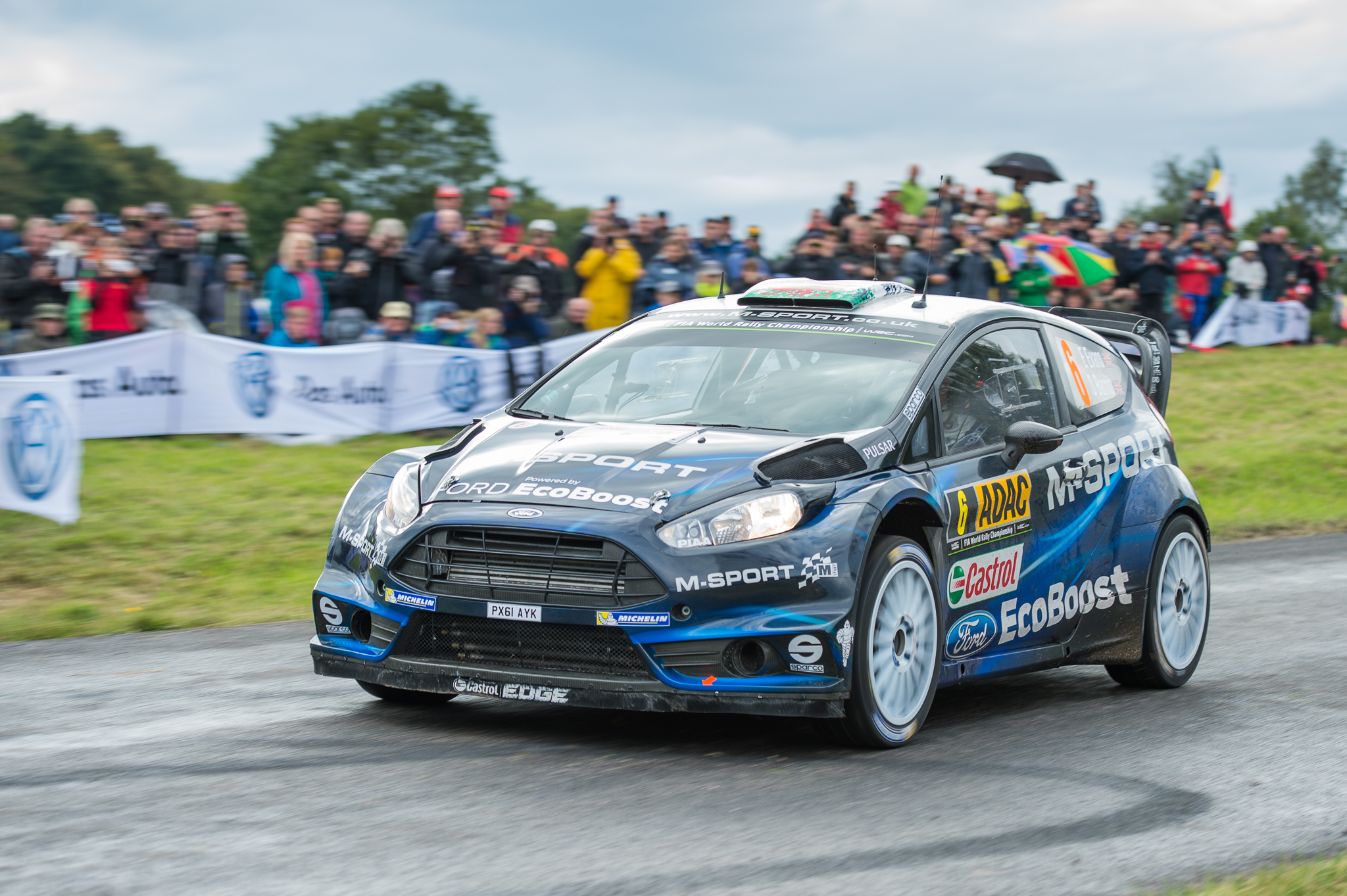
Evans actief in zijn eerste volledige seizoen bij M-Sport in 2014

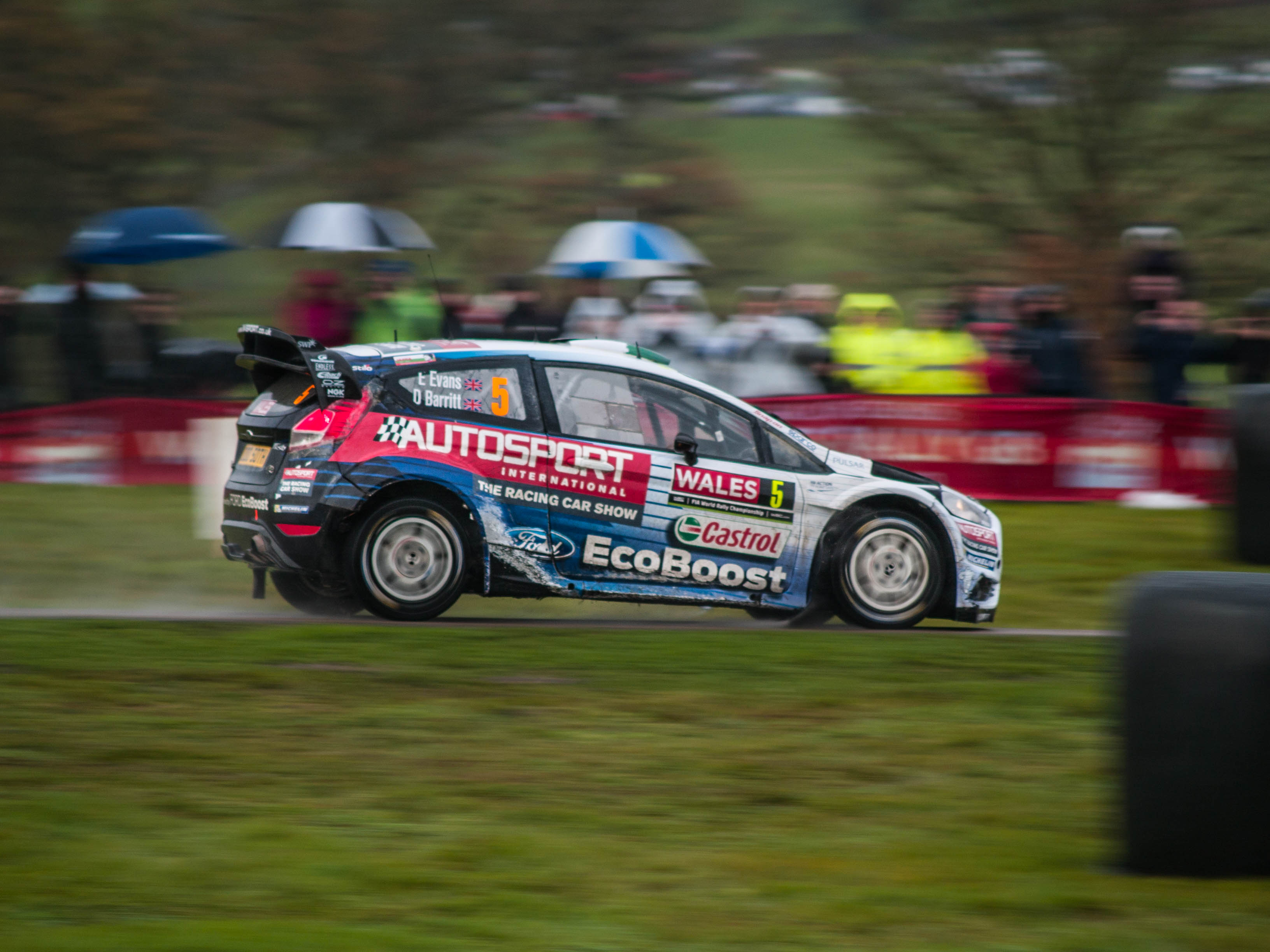
Evans in Groot-Brittannië in 2015, twee jaar later sleepte hij hier zijn eerste WK-zege binnen

Elfyn Evans maakte in 2006 zijn opwachting in de rallysport. Hij reed enkele jaren rond in het Brits rallykampioenschap, waarmee hij met een Ford Fiesta in 2010 junioren kampioen werd en ook naar de titel greep in de zogenaamde 'Ford Fiesta Trophy'. Zijn carrière maakte echter pas stappen op internationaal niveau in 2012, toen hij deelnam aan de FIA WRC Academy in het wereldkampioenschap rally. Die wist hij dat jaar namelijk op zijn naam te schrijven. In 2013 stond hij onder contract bij M-Sport. In Sardinië stapte hij als vervanger in de Ford Fiesta RS WRC van Nasser Al-Attiyah en eindigde zonder veel voorbereiding de rally als zesde algemeen. Hij behaalde later wederom een zesde plaats in Duitsland, dit keer achter het stuur van de onlangs geïntroduceerde Ford Fiesta R5. Hij sloot het seizoen hiermee af met een achtste plaats in Groot-Brittannië.

### Wereldkampioenschap rally

#### 2014-2019: M-Sport
Evans reed in 2014 een compleet seizoen in het WK in een officiële M-Sport Fiesta RS WRC als teamgenoot van Mikko Hirvonen. In 2015 greep hij naar een derde plaats in Argentinië en een tweede plaats in Corsica, tot op heden zijn beste resultaat in het WK. In 2016 maakte hij een demotie naar het World Rally Championship-2 kampioenschap in een Fiesta R5. Alhoewel hij enige tijd het kampioenschap aanvoerde, reed hij uiteindelijk niet genoeg rally's om de titel te kunnen pakken en eindigde als derde in de eindstrijd. Een gelijktijdig programma voor het DMACK bandenmerk en team in het gereviseerde Brits rallykampioenschap zag wel succes met daarin een dominante titel voor Evans.

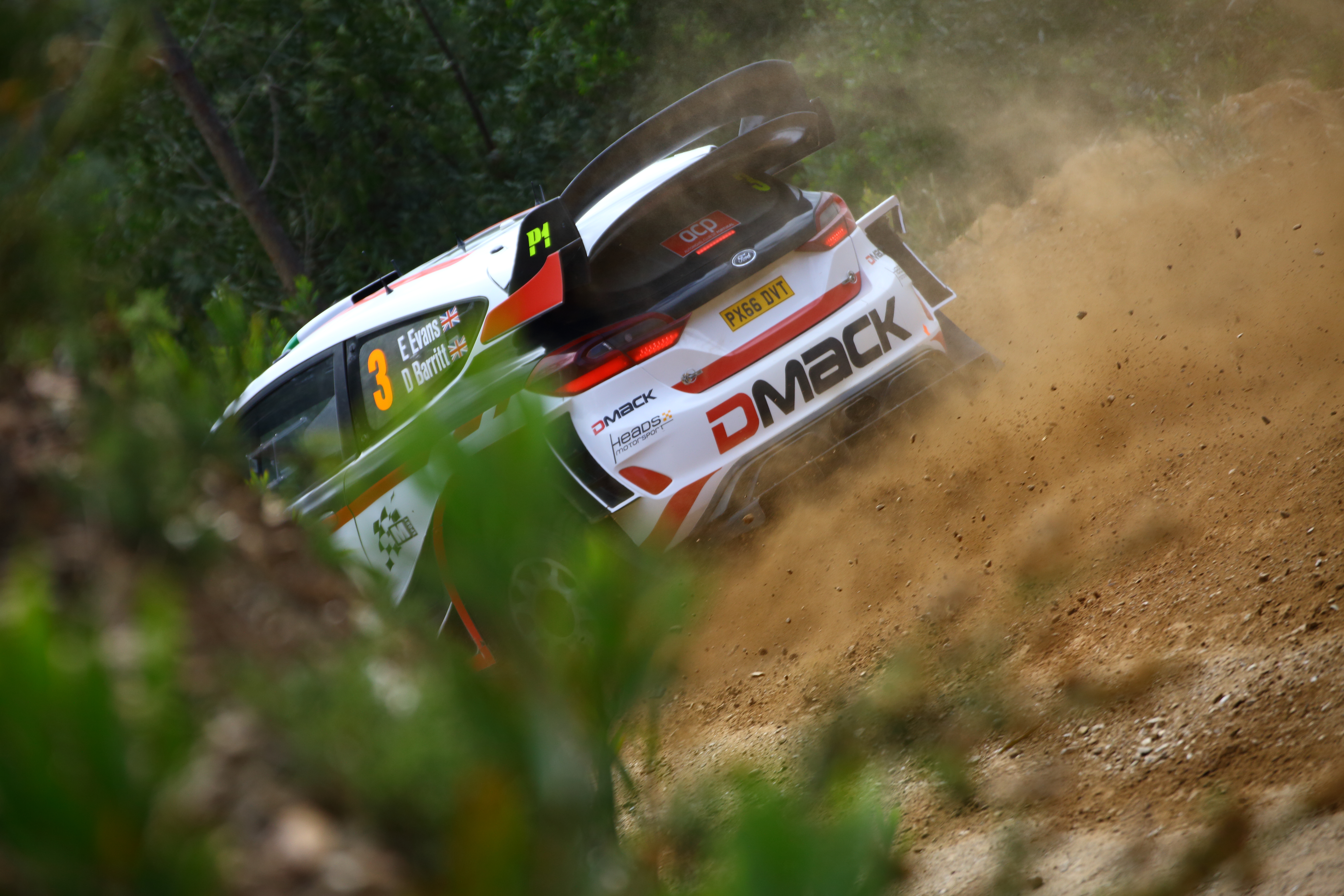
Evans actief als DMACK-rijder voor M-Sport in het 2017 seizoen

In 2017 keerde Evans terug voor een volledig seizoen in het WK met een DMACK Fiesta WRC onder de vlag van M-Sport. Evans was de revelatie tijdens de WK-ronde in Argentinië, waar hij mede geholpen door goed bandenschoeisel een grote gat sloeg met de concurrentie tijdens de eerste twee etappes van het evenement. Wat kleine problemen in de tweede helft van de rally zag zijn leiding echter slinken en Evans verloor de zege uiteindelijk op de laatste klassementsproef aan Thierry Neuville en eindigde op slechts 0,7 seconden als tweede, wat desalniettemin een sterk resultaat voor hem was. In Finland greep hij opnieuw naar een tweede plaats, die hij dit keer op de slotproef over wist te nemen van Juho Hänninen. In Groot-Brittannië greep Evans voor eigen publiek op dominante wijze naar zijn eerste WK-rally overwinning toe, in een rally waar teamgenoot Sébastien Ogier zijn vijfde wereldtitel binnen sleepte en M-Sport voor het eerst in de huidige vorm van het team aan de haal ging met het constructeurskampioenschap.

#### 2020 overstap naar Toyota - heden
In 2020 nam hij de overstap naar Toyota waar hij ging rijden voor het Toyota Gazoo Racing WRT. Datzelfde jaar wist hij overwinningen te halen in WRC rally's van Zweden en Turkije. Door de coronapandemie telde de kalender uitzonderlijk 7 wedstrijden, maar eindigde Evans toch op een tweede plaats in het klassement. In 2021 wist Elfyn net als vorig jaar, 2 overwinningen te behalen. Hij won de rally van Portugal en Finland met de Toyota Yaris WRC. Door meermals runner-up te zijn eindigde hij ook in het seizoen van 2021 op een tweede plaats in het algemeen klassement.
Voor het seizoen van 2022 kreeg de wagen van Toyata een flinke update en werden voor het eerst de hybride wagens geïntroduceerd in het WRC. Hij vatte het seizoen aan met de Toyota GR Yaris Rally1 Hybrid waar hij een wisselvallende seizoen mee reed zonder overwinningen. Het seizoen daarop volgend (2023) won hij voor het eerste met hybride-Toyata. Hij behaalde de eerste plaats in Kroatië, Finland en Japan. Maar ook hier eindigde Elfyn opnieuw tweede in het algemeen klassement. Hij kwam 34 punten te kort om teamgenoot Kalle Rovanperä te kloppen. Wel haalde Toyota opnieuw de constructeurs titel binnen voor het derde jaar op rij.

## Complete resultaten in het wereldkampioenschap rally
| Seizoen | Inschrijving                   | Auto               | 1       | 2       | 3       | 4      | 5       | 6      | 7       | 8       | 9       | 10     | 11     | 12      | 13      | 14  | 15  | 16     | Pos. | Punten |
| ------- | ------------------------------ | ------------------ | ------- | ------- | ------- | ------ | ------- | ------ | ------- | ------- | ------- | ------ | ------ | ------- | ------- | --- | --- | ------ | ---- | ------ |
| 2007    | Elfyn Evans                    | Ford Fiesta ST     | MON     | ZWE     | NOO     | MEX    | POR     | ARG    | ITA     | GRI     | FIN     | DUI    | NZL    | SPA     | FRA     | JPN | IER | GBR 42 | –    | 0      |
| 2011    | Elfyn Evans                    | Ford Fiesta R2     | ZWE     | MEX     | POR     | JOR    | ITA     | ARG    | GRI     | FIN DNF | DUI     | AUS    | FRA 16 | SPA     | GBR DNF |     |     |        | –    | 0      |
| 2012    | Elfyn Evans                    | Ford Fiesta R2     | MON     | ZWE     | MEX     | POR NC | ARG     | GRI NC | NZL     | FIN NC  | DUI NC  | GBR    | FRA NC | ITA     | SPA NC  |     |     |        | –    | –      |
| 2013    | Qatar M-Sport World Rally Team | Ford Fiesta RRC    | MON     | ZWE     | MEX     | POR 23 | ARG     | GRI    |         |         |         |        |        |         |         |     |     |        | 12   | 20     |
| 2013    | Qatar M-Sport World Rally Team | Ford Fiesta RS WRC |         |         |         |        |         |        | ITA 6   |         |         |        |        |         |         |     |     |        | 12   | 20     |
| 2013    | Qatar M-Sport World Rally Team | Ford Fiesta R5     |         |         |         |        |         |        |         | FIN DNF | DUI 6   | AUS    | FRA 11 | SPA DNF | GBR 8   |     |     |        | 12   | 20     |
| 2014    | M-Sport World Rally Team       | Ford Fiesta RS WRC | MON 6   | ZWE DNF | MEX 4   | POR 22 | ARG 7   | ITA 5  | POL 35  | FIN 7   | DUI 4   | AUS 8  | FRA 6  | SPA 14  | GBR 5   |     |     |        | 8    | 81     |
| 2015    | M-Sport World Rally Team       | Ford Fiesta RS WRC | MON 7   | ZWE 6   | MEX 4   | ARG 3  | POR 64  | ITA 4  | POL DNF | FIN 12  | DUI 6   | AUS 9  | FRA 2  | SPA 34  | GBR 6   |     |     |        | 7    | 89     |
| 2016    | M-Sport World Rally Team       | Ford Fiesta R5     | MON 8   | ZWE 9   | MEX     | ARG 17 | POR 30  | ITA    | POL 13  | FIN 11  | DUI     | CHN C  | FRA 11 | SPA     | GBR     | AUS |     |        | 20   | 4      |
| 2017    | M-Sport World Rally Team       | Ford Fiesta WRC    | MON 6   | ZWE 6   | MEX 9   | FRA 21 | ARG 2   | POR 6  | ITA DNF | POL 8   | FIN 2   | DUI 6  | SPA 7  | GBR 1   | AUS 5   |     |     |        | 5    | 128    |
| 2018    | M-Sport Ford World Rally Team  | Ford Fiesta WRC    | MON 6   | ZWE 14  | MEX DNF | FRA 5  | ARG 6   | POR 2  | ITA 14  | FIN 7   | DUI 25  | TUR 12 | GBR 20 | SPA 3   | AUS 6   |     |     |        | 7    | 80     |
| 2019    | M-Sport Ford World Rally Team  | Ford Fiesta WRC    | MON DNF | ZWE 5   | MEX 3   | FRA 3  | ARG DNF | CHL 4  | POR 5   | ITA 4   | FIN DNS | DUI    | TUR    | GBR 5   | SPA 6   | AUS |     |        | 5    | 102    |
| 2020    | Toyota GAZOO Racing WRC        | Toyota Yaris WRC   | MON 2   | ZWE 1   | MEX 4   | EST 4  | TUR 1   | ITA 4  | MNZ 29  |         |         |        |        |         |         |     |     |        | 2    | 114    |
| 2021    | Toyota GAZOO Racing WRC        | Toyota Yaris WRC   | MON 2   |         |         |        |         |        |         |         |         |        |        |         |         |     |     |        | 2*   | 21*    |

* Seizoen loopt nog.

#### Overwinningen
| # | Seizoen | Rally                                       | Navigator      | Auto             |
| - | ------- | ------------------------------------------- | -------------- | ---------------- |
| 1 | 2017    | 73rd Dayinsure Wales Rally of Great Britain | Daniel Barritt | Ford Fiesta WRC  |
| 2 | 2020    | 63th Rally Sweden                           | Scott Martin   | Toyota Yaris WRC |
| 3 | 2020    | 13. Marmaris Rally Turkey                   | Scott Martin   | Toyota Yaris WRC |